# Dận Ngã
Doãn Ngã (tiếng Mãn: ᠶᡡᠨ ᠣ, Möllendorff: yūn o, chữ Hán: 允䄉, bính âm: Yvn o; 28 tháng 11 năm 1683 - 18 tháng 10 năm 1741) là hoàng tử thứ 10 tính trong số những người con sống tới tuổi trưởng thành của Thanh Thánh Tổ Khang Hi Đế. Người Mãn Châu Chính Hồng kỳ, thuộc Hữu dực cận chi Chính Hồng kỳ đệ tam tộc.

## Tiểu sử
Doãn Ngã nguyên danh là Dận Ngã (chữ Mãn:ᡳᠨ ᠣ, chữ Hán: 胤䄉) còn có tên khác là Dận Hề, sinh vào giờ Hợi ngày 11 tháng 10 (âm lịch) năm Khang Hi thứ 22 (1683), là con trai duy nhất của Ôn Hy Quý phi. Ngoại trừ Hoàng Thái tử Dận Nhưng thì Dận Ngã là Hoàng tử có gia thế bên ngoại uy quyền nhất trong triều đình. Ông ngoại của ông là Át Tất Long, một trong Tứ trụ đại thần phò tá cho Khang Hi Đế khi còn nhỏ. Hiếu Chiêu Nhân Hoàng hậu, chị ruột của Ôn Hi Quý phi, là Hoàng hậu thứ hai của Khang Hi Đế. Bản thân sinh mẫu ông cũng là sủng phi của Khang Hi Đế lúc đương thời. Hai vị Đích Phúc tấn của ông cũng có xuất thân thuộc hàng bậc nhất trong chư Hoàng tử Phúc tấn. Trái lại, Dận Ngã không có gì nổi bật trong số các Hoàng tử của Khang Hi Đế.
Năm Khang Hi thứ 48 (1709), Dận Ngã được phong làm Đôn Quận vương (敦郡王), cùng lúc với Dận Chân được phong Ung Thân vương. Năm thứ 57 (1718), Dận Ngã nhậm mệnh quản lý sự vụ Mãn Châu, Mông Cổ, Hán quân Chính Hoàng kỳ. Năm thứ 61 (1722), Ung Chính Đế lên ngôi. Để tránh húy kỵ, tất cả Hoàng tử anh em của Ung Chính Đế đã phải thay đổi chữ "Dận" trong tên thành "Doãn". Do đó Dận Ngã bị đổi thành Doãn Ngã. Vào năm đầu sau khi Ung Chính Đế lên ngôi (1723), cháu nội của Trạch Bặc (泽卜) là Đan Ba Hồ Thổ Khắc Đồ (丹巴胡土克图) đến Kinh sư, yết Thánh Tổ tử cung, đột nhiên qua đời. Ung Chính Đế phái người tống linh trở về Khách Nhĩ Khách bộ, mệnh Doãn Ngã mang ấn sách đến cúng tế. Doãn Ngã cáo bệnh không đi.
Năm Ung Chính thứ 2 (1724), ông bị buộc tội đứng về phía Bát gia đảng của Doãn Tự, một trong những đối thủ của Ung Chính Đế trong việc tranh giành ngai vàng. Ông đã bị tước hết danh hiệu và bị quản thúc tại nhà. Năm Càn Long thứ 2 (1737), Doãn Ngã được phóng thích và phục vị cho ông làm Phụ quốc công. Ông qua đời vì bệnh tật vào năm 1741 thọ được 59 tuổi và đã được táng theo nghi lễ dành cho Bối tử.

## Gia quyến

### Thê thiếp
- Nguyên phối: Bác Nhĩ Tế Cát Đặc thị (博爾濟吉特氏, ? – 1717), con gái của A Ba Cát hữu kỳ Trát Tát Khắc Quận vương Ô Nhĩ Cát Lạt Phổ (烏爾噶喇普).
- Kế thất: Hách Xá Lý thị (赫舍里氏), con gái của Thường Hải (常海), cháu nội của Nhất đẳng công Lĩnh thị vệ Nội đại thần Cát Bố Lạt, tức chất nữ của Hiếu Thành Nhân Hoàng hậu và Bình phi.
- Dắng thiếp: 
  - Quách Lạc La thị (郭絡羅氏), con gái của Viên ngoại lang Vĩnh Bảo (永保)
  - Vương thị (王氏), con gái của Hộ quân giáo Lăng Bảo (凌保)

### Hậu duệ

#### Con trai
1. Trưởng tử (1701), qua đời khi được 6 ngày tuổi, mẹ là Quách Lạc La thị.
2. Hoằng Húc (弘旭; 1702 – 1708), chết yểu, mẹ là Quách Lạc La thị.
3. Tam tử (1703 – 1709), chết yểu, mẹ là Quách Lạc La thị.
4. Tứ tử (1706), chết khi được 6 ngày tuổi, mẹ là Vương thị.
5. Hoằng Huyên (弘暄; 1708 – 1735), mẹ là Bác Nhĩ Tế Cát Đặc thị, có một con trai.
6. Hoằng Thuân (弘晙; 1710 – 1771), mẹ là Quách Lạc La thị, có ba con trai.

#### Con gái
1. Trưởng nữ (1706 - 1743), mẹ là Quách Lạc La thị, lấy Nhất đẳng Thai cát Lạp Lý Thế (台吉拉里达) thuộc Bác Nhĩ Tế Cát Đặc thị của Khoa Nhĩ Thấm.
2. Nhị nữ (1707 – 1727), mẹ là Vương thị, chưa kết hôn.
3. Tam nữ (1711 – 1719), chết yểu, mẹ là Vương thị.

## Trong văn hóa đại chúng
| Năm  | Tác phẩm                                      | Diễn viên                |
| 1988 | Mãn Thanh thập tam hoàng triều (满清十三皇朝) | Tào Nguyên Đạt (曹源达)  |
| 1995 | Cửu vương đoạt vị (九王夺位)                  | Gia Tuấn (嘉俊)          |
| 1999 | Ung Chính vương triều (雍正王朝)              | Lưu Khôi (刘魁)          |
| 2002 | Lý Vệ đương quan (李卫当官)                   | Lưu Khôi (刘魁)          |
| 2003 | Cửu ngũ chí tôn (皇太子秘史)                  | Lương Kiến Bình (梁建平) |
| 2004 | Lý Vệ đương quan 2 (李卫当官 2)               | Lưu Khôi (刘魁)          |
| 2011 | Cung tỏa tâm ngọc                             | Lưu Tân (刘滨)           |
| 2011 | Bộ bộ kinh tâm                                | Diệp Tổ Tân (叶祖新)     |
| 2011 | Hậu cung Chân Hoàn truyện                     | Điền Tây Bình (田西平)   |
| 2014 | Thực vi nô (食为奴)                           | Cao Quân Hiền (高钧贤)   |